# LEGOLAND (videogioco)
LEGOLAND è un videogioco simulativo del 2000 in cui il giocatore deve gestire un parco tematico virtuale composto interamente da LEGO; è stato sviluppato da Krisalis Software e pubblicato da LEGO Media in esclusiva per Windows.
Il gioco condivide molti aspetti con RollerCoaster Tycoon, ma con un gameplay più semplicistico e adatto ai bambini.

## Trama
La scena di apertura inizia con un messaggio sulla segreteria telefonica del giocatore dicendogli che lui è stato scelto per essere l'"Allievo Parco Manager". La scena si trasferisce poi al parco LEGO, dove Jonathan Ablebody, un membro del personale del Parco, è seduto nella sala di controllo, annunciando che il Professor Voltage ha costruito una nuova invenzione, introducendo contemporaneamente i personaggi principali. Dopo il giocatore giunge al parco, il quale si manifesta attraverso una sala, affollata dal personale e dai visitatori. Si alza il sipario, e il professor Voltage presenta la sua nuova macchina del tempo. Questa si blocca a metà strada attraverso la botola sul palco, così il professore le dà un bel calcio e questa ci passa attraverso. Jonathan osserva che la macchina non funzionerà mai, così il professore lo sfida. Dopo la sostituzione di una lampadina con una nuova, spara alla macchina del tempo, e flutti fumo escono dall'edificio facendo scomparire la macchina. Infine ci viene mostrato che Bob Longtree, il giardiniere, e JP, il meccanico, sono coperti di fuliggine. La macchina del tempo riappare e smette di girare bruscamente. L'intero parco crolla sotto l'enorme sforzo creato dalla macchina del tempo. Il professore all'improvviso inciampa e viene colpito alla testa con la sua pistola laser Duplicator. Dopo questo, arriva alla conclusione che il parco può essere riaggiustato utilizzando il suo raggio Duplicator e la sua macchina del tempo. Jonathan poi si augura che tutto si risolverà e ci accoglie ancora una volta a Legoland.

## Modalità di gioco

### Modalità storia
Nella modalità Storia, il giocatore deve completare cinque livelli di tutorial per imparare a giocare, poi deve completare dieci livelli Miniland per ricostruire il parco. Quando il gioco è completato, il giocatore viene premiato con un certificato che si può stampare.

### Gioco libero
Nella modalità Gioco Libero, il giocatore può semplicemente creare il proprio parco Legoland, senza obiettivi o limiti, come denaro o limiti di tempo, ma può utilizzare solo i set che lui o lei ha sbloccato fino a quel momento ed è limitato il numero di giostre, decorazioni e ristoranti che si possono usare quando si seleziona quale usare. Pertanto, il completamento del gioco dà l'accesso a tutti i giocatori sbloccabili in modalità di gioco.

## Accoglienza
LEGOLAND ha ricevuto recensioni favorevoli, guadagnando un punteggio di 80,5% sul sito GameRankings.